# Robert Conrad (Fotograf)
Robert Conrad  (* 12. Dezember 1962 in Quedlinburg; † 9. Mai 2023 in Berlin) war ein deutscher Architekturfotograf und Bauhistoriker. Er arbeitete für Architekturbüros, Denkmalämter, Fachverlage, Hausverwaltungen, Museen, Planungsbüros und Verlage.

## Leben
Conrad wuchs in Rostock und Greifswald auf. Von 1983 bis 1990 arbeitete er als Fotograf und Filmautor. Ab Mitte der 1980er Jahre dokumentierte er den Verfall und Abriss historischer Bausubstanz in den Innenstädten von Rostock, Greifswald, Schwerin, Dresden, Leipzig, Berlin, Jena und Aschersleben. Ein Studium wurde ihm verwehrt; durch einen Operativen Vorgang der Stasi sollte er kriminalisiert werden. 1987 zog er nach Berlin-Prenzlauer Berg.
Nach der Wende konnte er von 1990 bis 2000 Architektur und Kunstgeschichte in Berlin studieren. Arbeitsaufenthalte führten ihn nach Italien, England, USA, Marokko, Indien und Russland.
Zu seinen Arbeiten zählen Veröffentlichungen und Ausstellungen als Bauhistoriker und Architekturfotograf.
Robert Conrad war Mitbegründer der Fotografenagentur Lumabytes.com.

## Ausstellungen
- 2024: Robert Conrad. Angst + Wut, Galerie Parterre, Berlin-Prenzlauer Berg (22. November 2024 – 2. Februar 2025)[7]

## Nachlass
Ein Fotobestand von ca. 45.000 Bildern Conrads aus den Jahren 1981 bis 2010 wird von der Robert-Havemann-Gesellschaft verwahrt.